# Motutara Island (Northland, Ngunguru River)
Motutara Island ist eine kleine Felseninsel in der Bay of Islands im Norden der Nordinsel von Neuseeland.

## Geographie
Die Insel befindet sich rund 1,2 km südöstlich der Mündung des Ngunguru River in die Ngunguru Bay und rund 21 km ostnordöstlich von Whangārei sowie am nördlichen Ende der Bucht. Der Abstand zum Festland der rund 110 m langen und bis zu 85 m breiten Insel beträgt lediglich 35 m.